# Maglen
Maglen (Bulgaars: Мъглен) is een dorp in het oosten van Bulgarije. Het dorp is gelegen in de gemeente Ajtos in oblast Boergas. Het dorp Maglen ligt in het noordoostelijke deel van de gemeente Ajtos, ongeveer 10 km noordoosten van het gemeentelijk centrum Ajtos en 25 km noordwesten van het regionale centrum Boergas.

## Bevolking
Op 31 december 2020 telde het dorp Maglen 1.259 inwoners. Dat aantal is al decennialang min of meer stabiel.
| Bevolkingsontwikkeling tussen 1934 en 2020          |
| --------------------------------------------------- |
|                                                     |
| Bron: Nationaal Statistisch Instituut van Bulgarije |

In de officiële volkstelling van 1 februari 2011 reageerden 1.150 van de in totaal 1.249 inwoners. Van deze 1.150 respondenten gaven 41 personen aangesloten te zijn bij de "Bulgaarse" etnische groep. Zo’n 832 respondenten identificeerden zichzelf met de "Turkse" etniciteit en 266 respondenten identificeerden zichzelf als “Roma”. De rest van de bevolking heeft geen zelfbeschikking opgegeven of helemaal geen antwoord gegeven
| Etnische samenstelling van de respondenten (2011) | Etnische samenstelling van de respondenten (2011) | Etnische samenstelling van de respondenten (2011) | Etnische samenstelling van de respondenten (2011) | Etnische samenstelling van de respondenten (2011) |
| ------------------------------------------------- | ------------------------------------------------- | ------------------------------------------------- | ------------------------------------------------- | ------------------------------------------------- |
|                                                   |                                                   |                                                   |                                                   |                                                   |
| Bulgaren                                          | Bulgaren                                          |                                                   | 3,6%                                              | 3,6%                                              |
| Turken                                            | Turken                                            |                                                   | 72,3%                                             | 72,3%                                             |
| Roma                                              | Roma                                              |                                                   | 23,1%                                             | 23,1%                                             |
| Anders/Onbekend                                   | Anders/Onbekend                                   |                                                   | 1,0%                                              | 1,0%                                              |